# Celada de Morrião
A celada de morrião foi uma peça de armadura em uso no séc. XVII,  constitui-a uma variedade aperfeiçoada do morrião, um Elmo sem viseira. Todavia, seu diferencial era se estender ou ter um apêndice para proteção da nuca e jugulares, que o tornava semelhante ao guarda-nucas.